# 蕭迂魯
萧迂鲁（?—?），遼朝（契丹）将领，字胡突堇，契丹族，五部院人，节度使萧约质之子。
辽兴宗重熙年间萧迂鲁为牌印郎君。辽道宗清宁九年（1063年），参与平定皇太叔耶律重元叛乱，追击重元余党郭九，以功擢护卫太保。咸雍元年（1065年），出使北宋议边事。后任知殿前副点检事。咸雍五年（1069年），为行军都监，每战身先士卒，击败西北阻卜部（鞑靼），俘获甚众。因出军时粮草未备足，致使士卒缺粮纷逃。被降级，后来率乌古敌烈兵击败北部反辽兵，以功受命总知乌古敌烈部。咸雍九年（1073年），敌烈再叛，率精骑四百镇压获胜，击败阻卜。因为敌烈、阻卜屡叛，边困地远，援军难至，萧迂鲁能使疆境安然，因功转任左皮室详稳。大康初年，以西北都监从都统耶律赵三平定阻卜，历任兼统两皮室军、黄皮室详稳。官至东北路统军都监，卒於任上。

## 延伸阅读
[在维基数据编辑]
 《遼史·卷93》，出自脱脱《遼史》